# Limitatore di corsa del timone
Il limitatore di corsa del timone, o limitatore del timone (in inglese rudder travel limiter), è un dispositivo di controllo in un velivolo utilizzato per limitare meccanicamente la deflessione massima del timone.
Il limitatore di corsa del timone nell'Airbus A300-600 è controllato dal Feel and Limitation Computers (FLC) che mantiene un controllo di imbardata sufficiente nell'intero inviluppo di volo e limitando i carichi laterali eccessivi sul timone e sullo stabilizzatore verticale.
I guasti ai limitatori di corsa del timone sono stati i responsabili degli incidenti aerei occorsi al Volo Indonesia AirAsia 8501 e al Volo American Airlines 587.
Dopo il secondo incidente Airbus ha modificato il limitatore di corsa del timone sull'Airbus A300-600 da un progetto basato sul rapporto variabile a uno basato sull'arresto variabile, poiché quest'ultimo è meno complesso, e suscettibile di errori meno gravi.